# Mandarina hirasei
Mandarina hirasei é uma espécie de gastrópode  da família Camaenidae.
É endémica de Japão.